# Триплатинаскандий
Триплатинаскандий — бинарное неорганическое соединение
платины и скандия
с формулой ScPt3,
кристаллы.

## Получение
- Сплавление стехиометрических количеств чистых веществ:

{\displaystyle {\mathsf {3Pt+Sc\ {\xrightarrow {1850^{o}C}}\ ScPt_{3}}}}

## Физические свойства
Триплатинаскандий образует кристаллы
кубической сингонии,
пространственная группа P m3m,
параметры ячейки a = 0,3958 нм, Z = 1,
структура типа тримедьзолота AuCu3
.
Соединение образуется по перитектической реакции при температуре 1850°С .